# Kościół we Flemsdorfie
Kościół we Flemsdorfie (niem. Dorfkirche Flemsdorf) – gotycka świątynia luterańska znajdująca się w niemieckim mieście Schwedt/Oder, w dzielnicy Flemsdorf. Filia parafii Criewen.

## Opis
Kościół wzniesiono w połowie XIII wieku z kamienia polnego. Górna kondygnacja wieży pochodzi z XVIII wieku i została przebudowana w wieku XIX.
Do kościoła wchodzi się przez ostrołukowy portal zachodni. Na południowej elewacji zawieszony jest zegar słoneczny z 1782 roku. Bogato zdobiony ołtarz z wbudowaną amboną wykonano w roku 1736, z podobnego okresu pochodzi anioł chrzcielny. Emporę wzniesiono w 1691 roku, a w 1745 ustawiono na niej organy pochodzące prawdopodobnie z warsztatu Joachima Wagnera. W 1898 instrument został wyremontowany i rozbudowany o pedał przez Paula Bütowa z Chojny. W 1917 roku piszczałki zarekwirowano na cele wojenne. Organy naprawiano w 1926 i 1970 roku.
Własnością świątyni jest również XIV-wieczna pietà, wypożyczona kościołowi Wniebowzięcia Najświętszej Maryi Panny w Schwedt/Oder. 

## Galeria

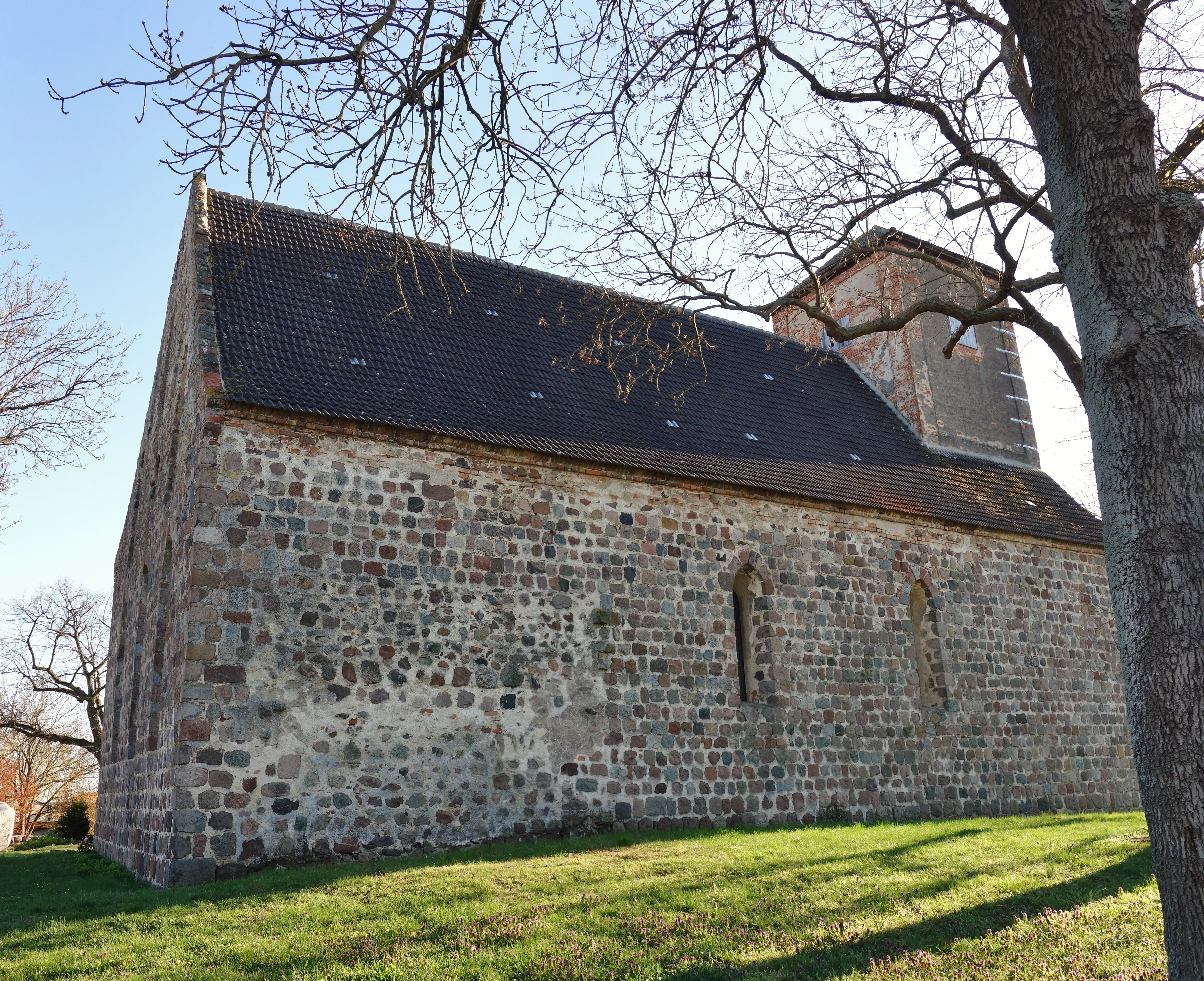
Widok z północnego wschodu
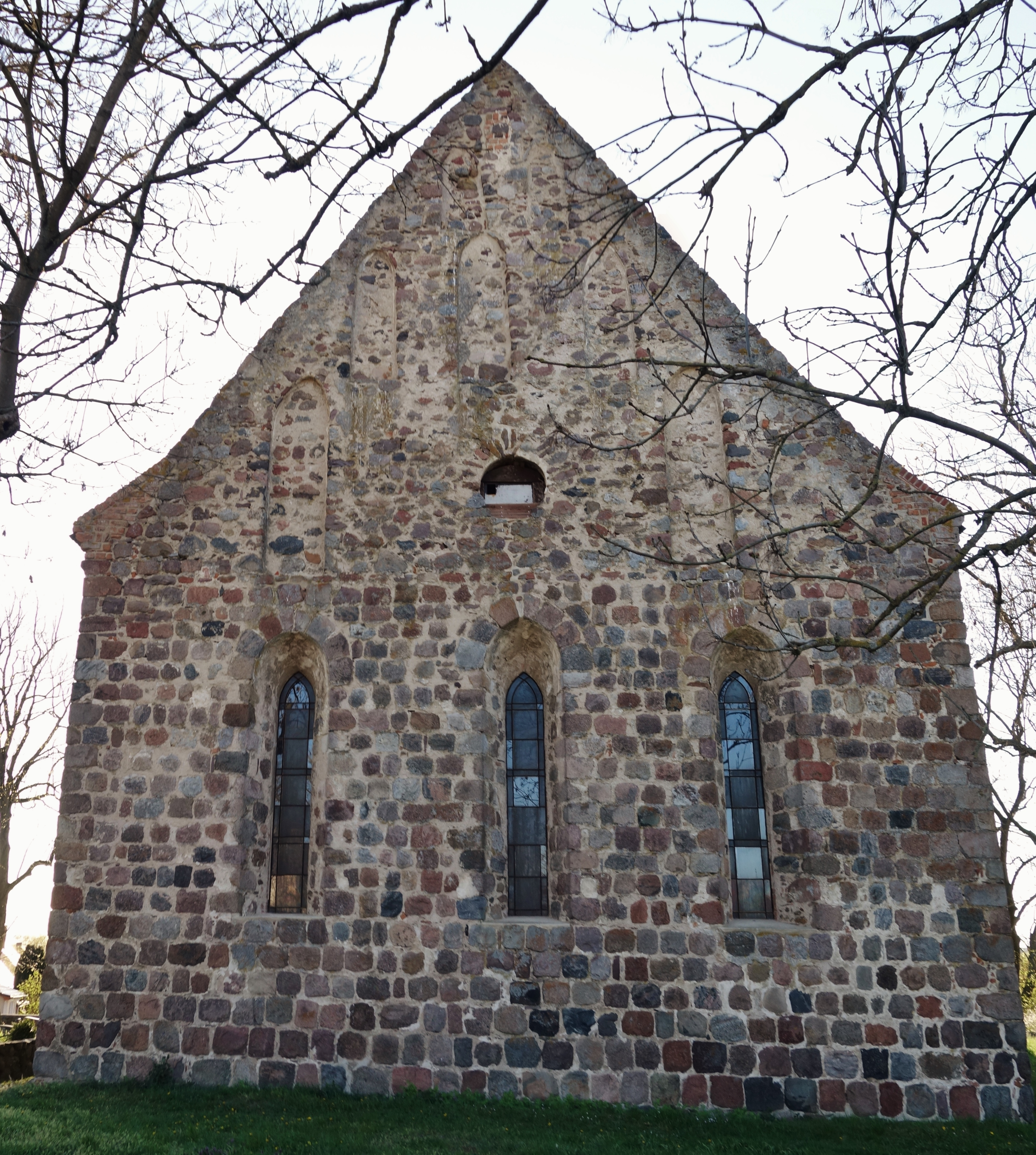
Wschodnia elewacja
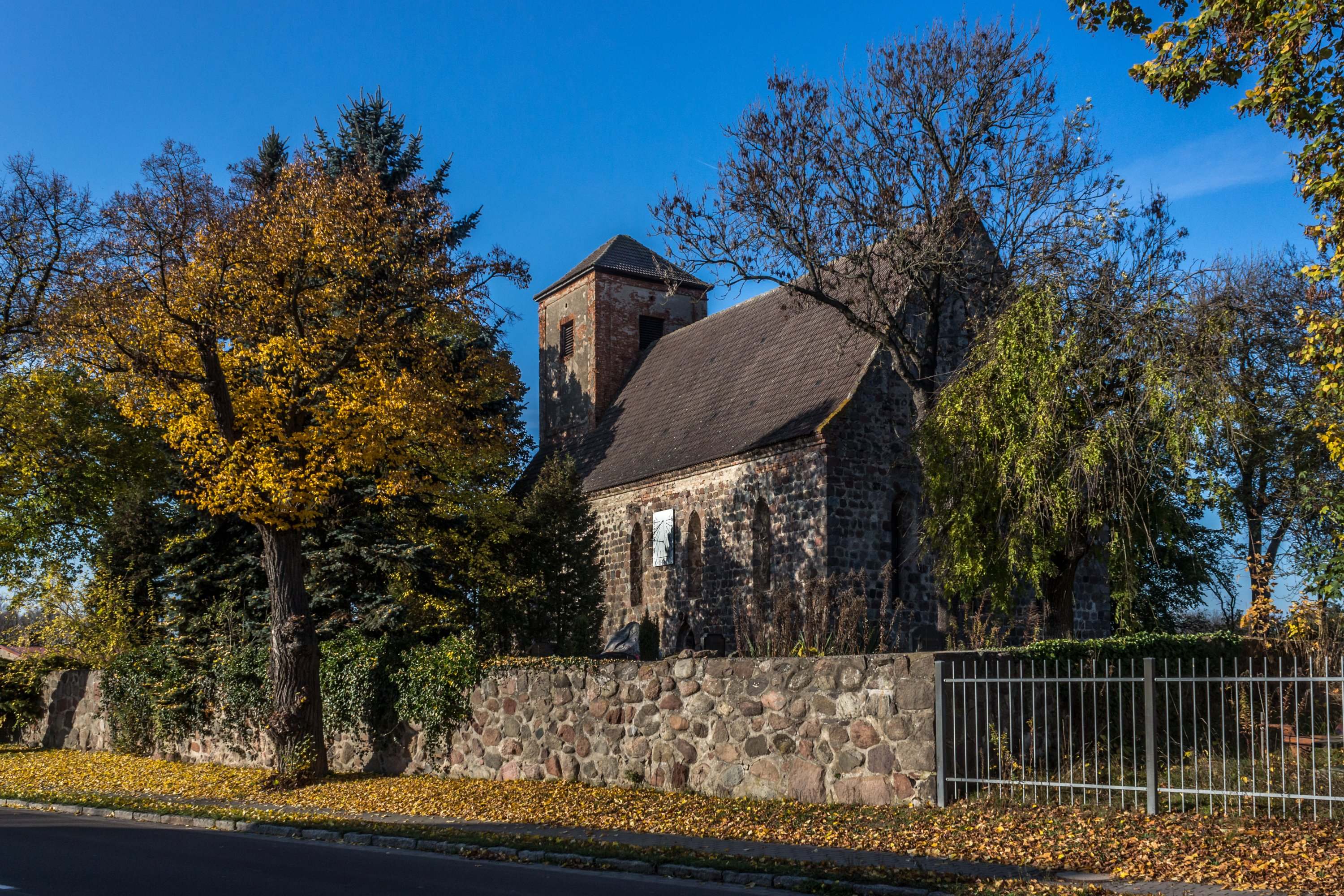
Widok z południowego wschodu
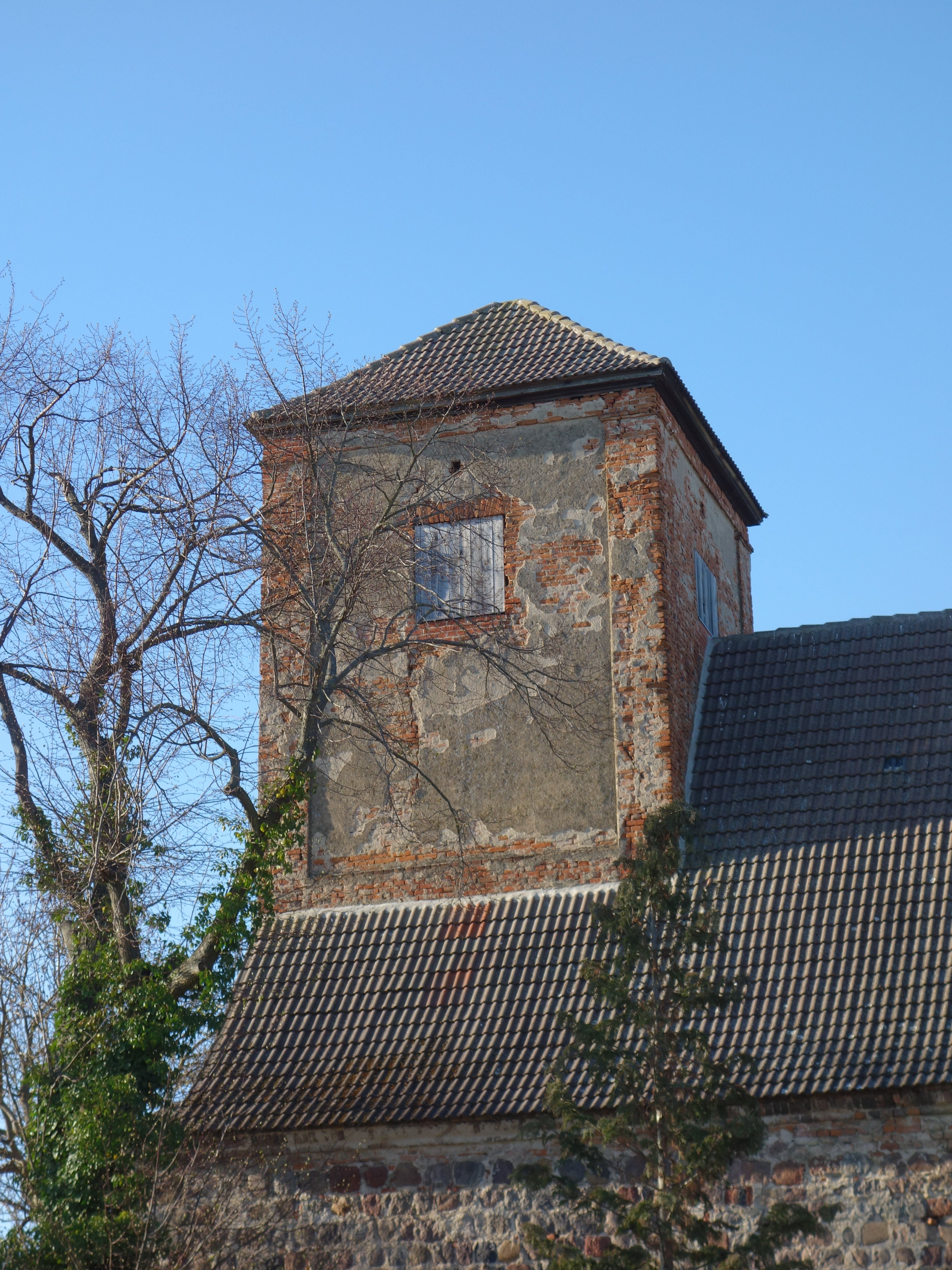
Wieża
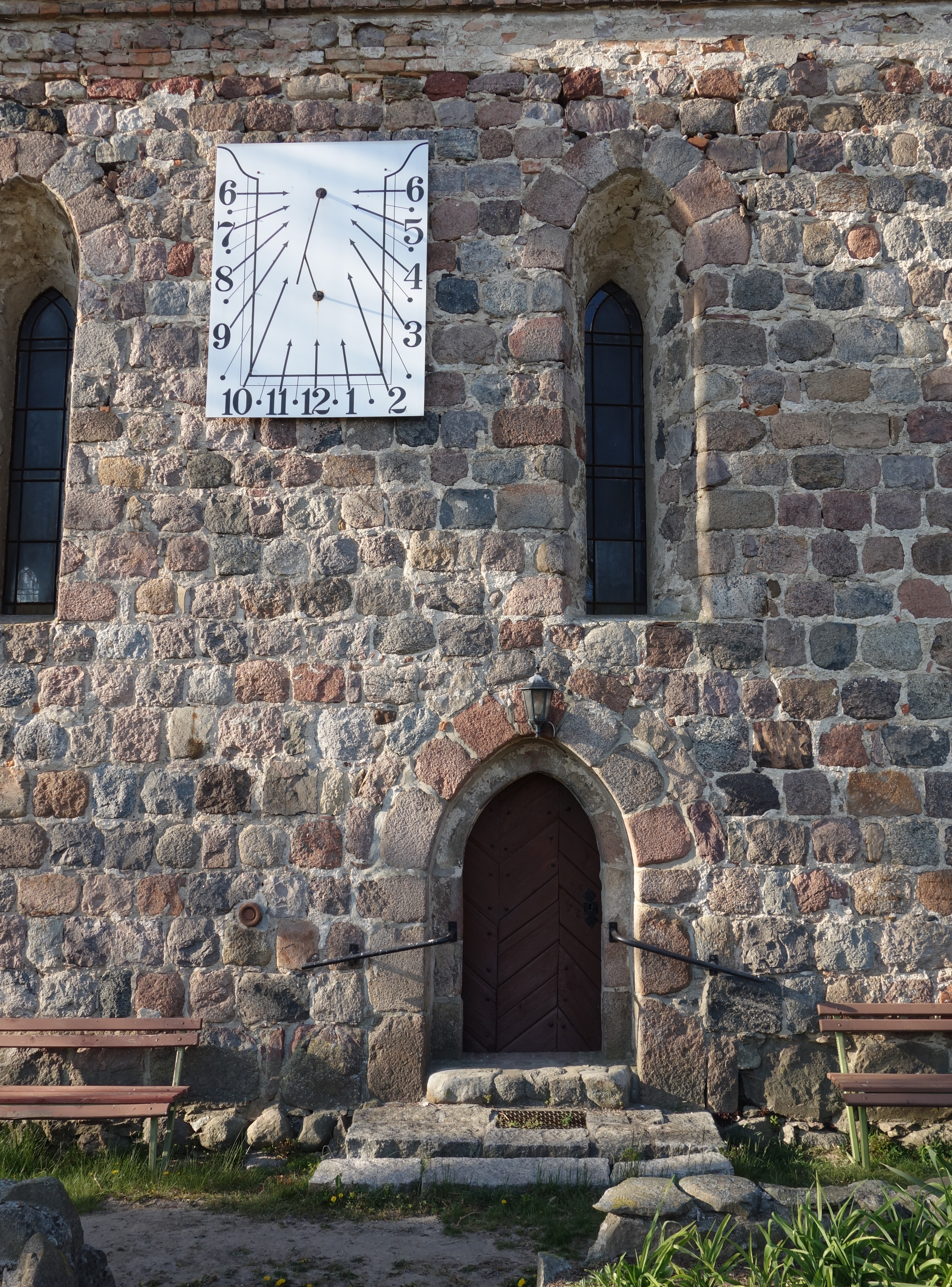
Portal południowy i zegar słoneczny
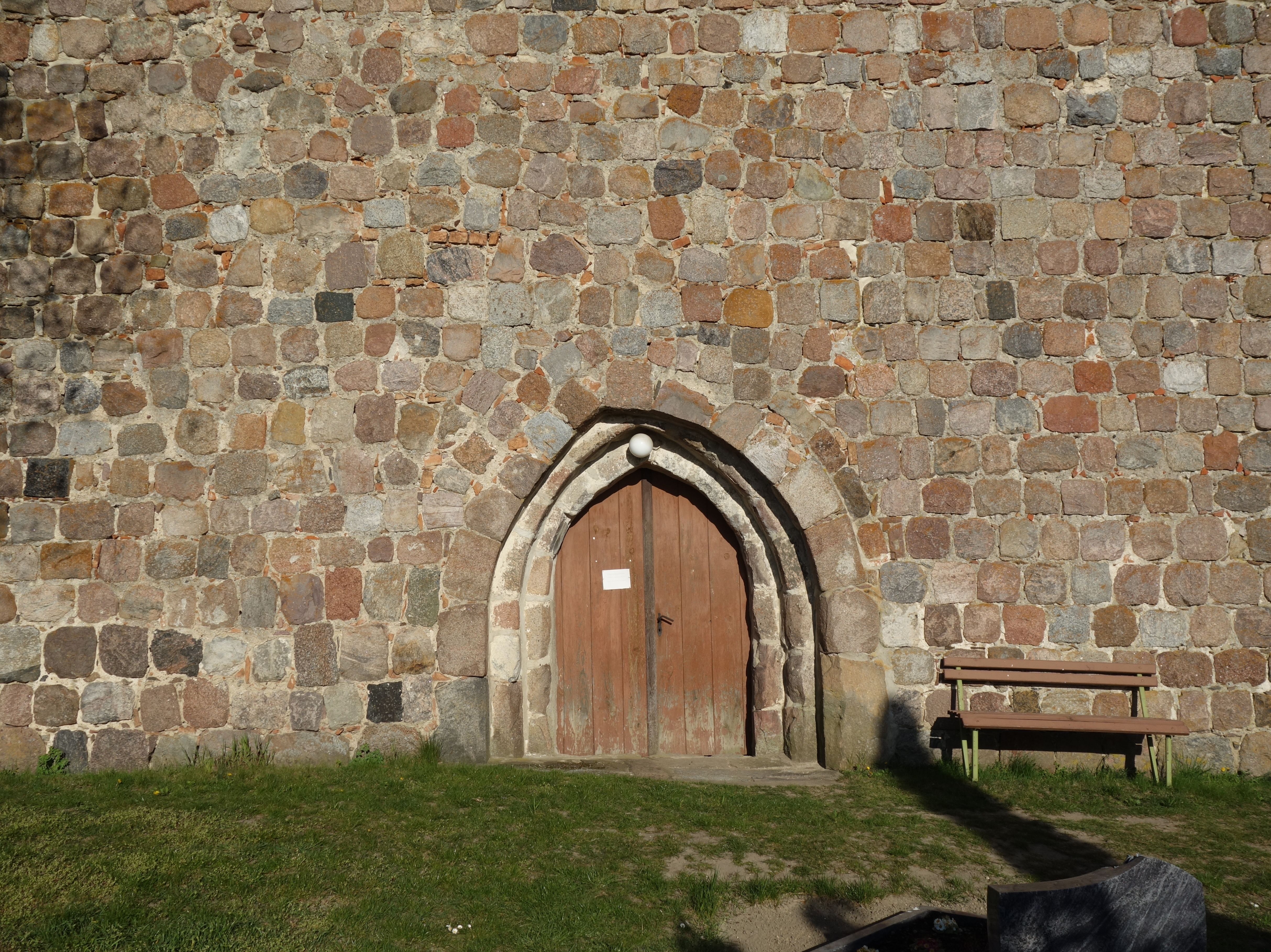
Portal wschodni
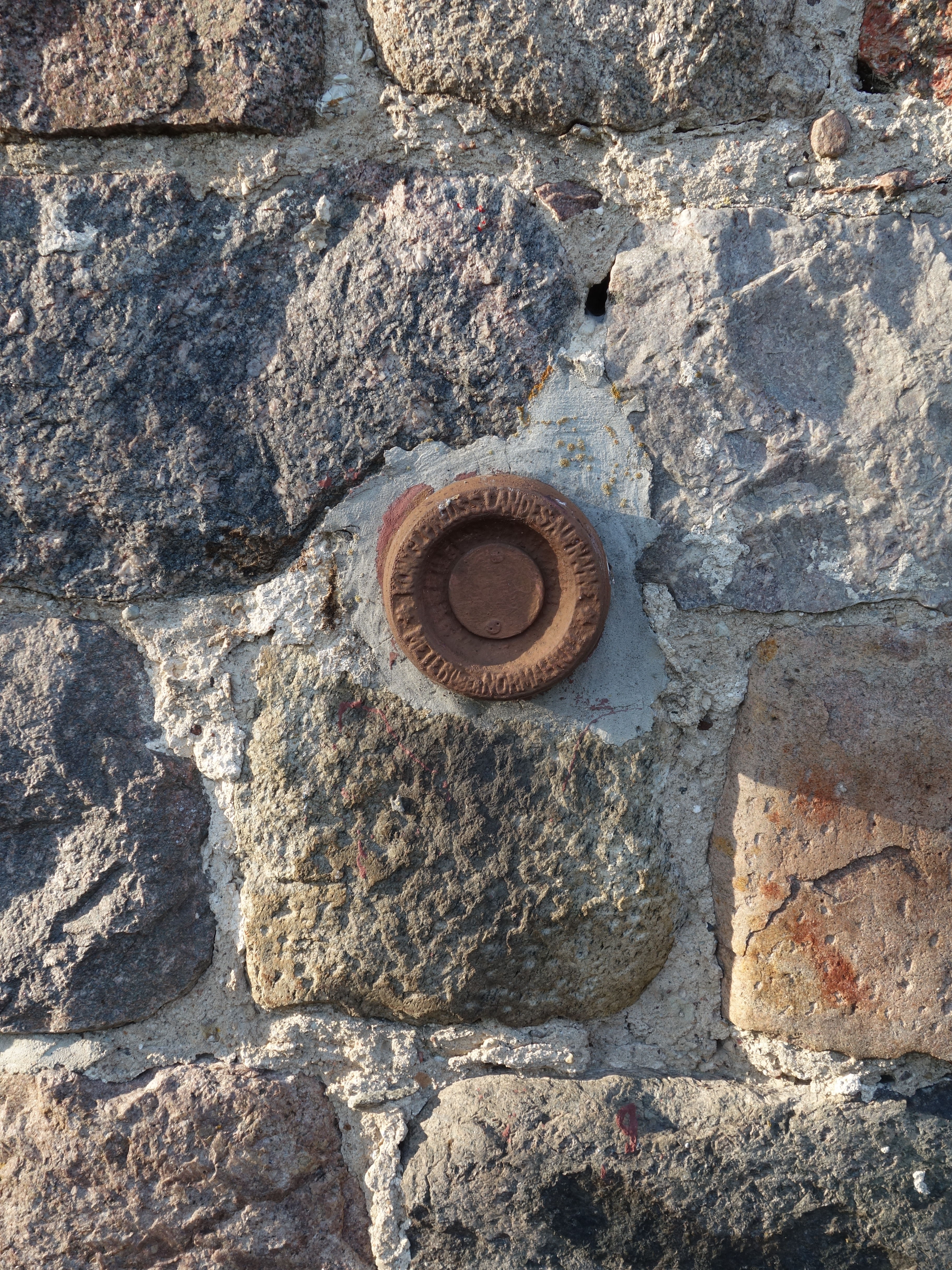
Reper